# Tesseract
Trong hình học, tesseract là dạng bốn chiều của khối lập phương. Cũng giống như bề mặt của hình lập phương bao gồm sáu mặt vuông, siêu bề mặt của hình tesseract gồm tám ô hình lập phương. Tesseract là một trong sáu hình đa giác-4 lồi đều. Tesseract là một trong số các dạng vật thể 4D, nó di chuyển 8 hình lập phương của nó trong không gian 4 chiều.

Tesseract gif

Tesseract còn được gọi là tám-ô, C8, octachoron, octahedroid.